# Scottish National Gallery
La Scottish National Gallery, in italiano anche Galleria nazionale scozzese o Galleria Nazionale della Scozia, è una galleria d'arte di Edimburgo, la capitale della Scozia. La galleria è ospitata in un edificio in stile neoclassico progettato da William Henry Playfair e concluso nel 1859, anno in cui fu inaugurato il museo.
La vasta ed importante collezione di opere di grande prestigio fanno del National Gallery di Edimburgo una delle più importanti gallerie d'arte della Gran Bretagna.
Il museo era noto come National Gallery of Scotland fino al 2012, anno dal quale quando è stato fondato l'ente executive NDPB National Galleries of Scotland che gestisce questo museo, la Scottish National Portrait Gallery e la Scottish National Gallery of Modern Art; per evitare confusione fra il nome dell'ente e del museo, e per uniformare i nomi delle tre istituzioni, il museo è stato ribattezzato Scottish National Gallery.

## Collezione
Il museo, che si fondò inizialmente sulle opere della Royal Institution attiva dagli inizi dell'Ottocento, si è andato arricchendo progressivamente fino ad assumere le caratteristiche di una delle più interessanti "piccole collezioni" del mondo, come è stato definito, in quanto numericamente non estesa come altre gallerie nazionali (ad esempio quella londinese), ma comunque ricca di opere importanti della pittura occidentale.
Il nucleo principale della Scottish National Gallery conserva numerosi dipinti di autori scozzesi, che rendono il museo il più importante al mondo per questa produzione. A questi si aggiungono tre importanti donazioni di opere europee.
Nel 1946 il museo ha ricevuto in prestito permanente dai duchi di Sutherland, riconfermato nel 2009 per altri 21 anni, le opere della famosa collezione Bridgewater, già a Londra, che comprende tre opere di Raffaello, cinque di Tiziano, un autoritratto di Rembrandt e otto dipinti di Poussin, tra cui la famosa seconda serie dei Sette Sacramenti. L'origine di tale galleria si fa risalire a quella già celebre del duca d'Orléans, reggente di Francia all'inizio del secolo XVIII, venduta poi a Londra nel 1798 e in parte comprata dal duca di Bridgwater. Nel 1961 la pinacoteca ha avuto in dono la collezione Maitland di impressionisti francesi. Infine, sotto la direzione di Thymothy Clifford, direttore fino al 2005, la galleria si è arricchita di numerose opere di Botticelli, Guercino, Guido Reni, Gian Lorenzo Bernini e altri, e specialmente della seconda versione delle Tre Grazie di Antonio Canova, già appartenuta del Duca di Bedford e acquistata insieme al Victoria and Albert Museum di Londra nel 1994.
Sono inoltre di proprietà della galleria opere di Vitale da Bologna, Bernardo Daddi, Andrea del Sarto, Tintoretto, Veronese, Ludovico Carracci, Domenichino Claude Lorrain, Rembrandt, Pittoni, Rubens, Van Dyck, Steen, Vermeer, Joshua Reynolds, Thomas Gainsborough, John Crome, Chardin, Watteau, Boucher, Greuze, Velázquez, Zurbarán, Adam Elsheimer, Lorenzo Lotto, Jacopo Bassano, e fra gli impressionisti Vincent van Gogh, Claude Monet e Gauguin.

## Opere principali
Cima da Conegliano
- Madonna col Bambino tra i santi Andrea e Pietro, 1510

Leonardo da Vinci
- Madonna dei Fusi (attr., 1501)

Domenichino
- Adorazione dei pastori, 1607-1610 circa

Lorenzo Lotto
- Madonna col Bambino e santi, 1505 circa

Claude Monet
- Pagliai : effetto neve, 1891

Raffaello
- Sacra Famiglia con la palma, 1506
- Madonna Bridgewater, 1507 circa
- Madonna del Passeggio, 1516 circa

Rembrandt
- Giovane donna a letto, 1645

Bernardo Strozzi
- La cuoca, 1640

Tiziano
- Tre età dell'uomo, 1512 circa
- Madonna col Bambino, Giovanni Battista e un santo, 1514 circa
- Venere Anadiomene, 1520 circa
- Diana e Atteone, 1556-1559

Giambattista Pittoni
- Apoteosi di san Girolamo, con san Pietro di Alcantara e un francescano, 1725

Antoon van Dyck
- Ritratto della famiglia Lomellini, 1623

Vincent van Gogh
- Frutteto in fiore (albicocchi), 1888

Diego Velázquez
- Vecchia che frigge le uova, 1618

Jan Vermeer
- Cristo in casa di Marta e Maria, 1656 circa

Paolo Veronese
- Marte che spoglia Venere con amorino e cane, 1580 circa